# Caradrina laciniosa
Caradrina laciniosa là một loài bướm đêm trong họ Noctuidae.